# 聖佩德羅德洛瓦戈
聖佩德羅德洛瓦戈（西班牙語：San Pedro de Lóvago），是尼加拉瓜的城鎮，位於該國中部，由瓊塔萊斯省負責管轄，始建於1864年6月15日，面積467平方公里，海拔高度326米，2005年人口7,650，人口密度每平方公里16.38人。
12°08′N 85°07′W / 12.133°N 85.117°W